# Мэннинг, Тимоти
Тимоти Мэннинг (англ. Timothy Manning; 15 ноября 1909, Баллингири, Соединённое королевство Великобритании и Ирландии — 23 июня 1989, Лос-Анджелес, США) — американский кардинал. Титулярный епископ Лесви и вспомогательный епископ Лос-Анджелеса с 3 августа 1946 по 16 октября 1967. Генеральный викарий Лос-Анджелеса с 29 ноября 1955 по 16 октября 1967. Епископ Фресно с 16 октября 1967 по 26 мая 1969. Титулярный архиепископ Карпи и коадъютор Лос-Анджелеса, с правом наследования, с 26 мая 1969 по 21 января 1970. Архиепископ Лос-Анджелеса с 21 января 1970 по 12 июля 1985. Кардинал-священник с титулом церкви Санта-Лючия-а-Пьяцца-д’Арми с 5 марта 1973.